# UFC 211
UFC 211: Miocic vs. dos Santos 2（ユーエフシー・ツーイレブン：ミオシッチ・バーサス・ドス・サントス・ツー）は、アメリカ合衆国の総合格闘技団体「UFC」の大会の一つ。2017年5月13日、テキサス州ダラスのアメリカン・エアラインズ・センターで開催された。

## 大会概要
本大会では、王者スティーペ・ミオシッチと挑戦者ジュニオール・ドス・サントスによるUFC世界ヘビー級タイトルマッチ、王者ヨアナ・イェンジェイチックと挑戦者ジェシカ・アンドラージによるUFC世界女子ストロー級タイトルマッチが組まれた。

## 試合結果

### アーリープレリム
第1試合 ライトヘビー級 5分3R
○  ガジムラド・アンティグロフ vs.  ヨアキム・クリステンセン ×
1R 2:21 リアネイキッドチョーク
第2試合 フェザー級 5分3R
○  エンリケ・バルソラ vs.  ガブリエル・ベニテス ×
3R終了 判定3-0（29-28、29-28、29-28）
第3試合 女子ストロー級 5分3R
○  コートニー・ケイシー vs.  ジェシカ・アギラー ×
3R終了 判定3-0（30-27、30-27、30-27）

### プレリミナリーカード
第4試合 ライト級 5分3R
○  ジェイムス・ヴィック vs.  マルコ・ポーロ・レイエス ×
1R 2:39 TKO（右ストレート→パウンド）
第5試合 ヘビー級 5分3R
○  チェイス・シャーマン vs.  ラシャド・コールター ×
2R 3:36 KO（右肘打ち）
第6試合 フェザー級 5分3R
○  ジェイソン・ナイト vs.  チャス・スケリー  ×
3R 0:39 TKO（右アッパー→パウンド）
第7試合 ライト級 5分3R
－  ダスティン・ポイエー vs.  エディ・アルバレス －
2R 4:12 無効試合（故意でない反則打）
※手をついた状態のポイエーの頭部にアルバレスの膝蹴りが入る。

### メインカード
第8試合 ミドル級 5分3R
○  デヴィッド・ブランチ vs.  クリストフ・ヨトゥコ ×
3R終了 判定2-1（29-28、28-29、29-28）
第9試合 フェザー級 5分3R
○  フランク・エドガー vs.  ヤイール・ロドリゲス ×
2R終了時 TKO（ドクターストップ）
第10試合 ウェルター級 5分3R
○  デミアン・マイア vs.  ホルヘ・マスヴィダル ×
3R終了 判定2-1（29-28、28-29、29-28）
第11試合 UFC世界女子ストロー級タイトルマッチ 5分5R
○  ヨアナ・イェンジェイチック vs.  ジェシカ・アンドラージ ×
5R終了 判定3-0（50-45、50-44、50-45）
※イェンジェイチックが5度目の防衛に成功。
第12試合 UFC世界ヘビー級タイトルマッチ 5分5R
○  スティーペ・ミオシッチ vs.  ジュニオール・ドス・サントス ×
1R 2:22 TKO（右ストレート→パウンド）
※ミオシッチが2度目の防衛に成功。

### 各賞
ファイト・オブ・ザ・ナイト： チェイス・シャーマン vs. ラシャド・コールター
パフォーマンス・オブ・ザ・ナイト： スティーペ・ミオシッチ、ジェイソン・ナイト
各選手にはボーナスとして5万ドルが授与された。

### カード変更
負傷などによるカードの変更は以下の通り。